# Catherine de Hohenlohe-Waldenbourg-Schillingsfürst
Titre
Princesse Consort de Hohenzollern
14 mars 1848 – 27 août 1848
(5 mois et 13 jours)
Catherine de Hohenlohe-Waldenbourg-Schillingsfürst (en allemand : Katharina Wilhelmine Maria Josephe von Hohenlohe-Waldenburg-Schillingsfürst), née le 19 janvier 1817 à Stuttgart et morte le 15 février 1893 à Fribourg-en-Brisgau est un membre de la famille princière de Hohenlohe, devenue par son second mariage avec le prince Charles de Hohenzollern princesse consort de Hohenzollern-Sigmaringen.

## Famille
Catherine de Hohenlohe-Waldenbourg-Schillingsfürst est la fille unique de Charles-Albert III de Hohenlohe-Waldenbourg-Schillingsfürst (1776-1843) et de sa seconde épouse la princesse Léopoldine de Fürstenberg (1791-1844). Après la séparation de ses parents, Catherine réside à Donaueschingen auprès des Fürstenberg, sa famille maternelle.

## Mariages
Catherine épouse en premières noces le 8 mai 1838 François-Erwin, comte von Ingelheim (1812-1845), un homme de santé précaire. Veuve, elle se remarie à Kupferzell le 14 mars 1848 au prince Charles de Hohenzollern (1785-1853), son aîné de 31 ans, et devient dès lors princesse consort de Hohenzollern-Sigmaringen. Elle ne porte ce titre que durant cinq mois car son mari renonce à son titre de prince souverain le 27 août 1848. Elle n'a eu aucune postérité de ses deux mariages.

## Vie religieuse
Devenue veuve en 1853, la princesse Catherine reçoit de la famille princière de son défunt époux le domaine de Bistritz en Bohême et lui octroie une pension annuelle considérable assortie d'une somme de 100 000 florins. Catherine pourra donc réaliser son projet de participer activement à la vie régulière à laquelle elle aspire. Dès 1853, elle rejoint la communauté des Dames du Sacré-Cœur à Kintzheim en Alsace, une congrégation vouée à l'éducation des jeunes filles s'inspirant des préceptes jésuites. Supportant mal les fatigues physiques inhérentes à sa fonction enseignante, elle quitte ce couvent. 
À partir de 1857 elle demeure à Rome où elle intègre, en qualité de novice, le monastère de Sant' Ambrogio della Massima des religieuses du Tiers-Ordre de Saint-François. Elle y reste quinze mois avant de parvenir finalement à le quitter. Elle affirme avoir découvert dans ce monastère des comportements et des actes contraires aux enseignements de l'Eglise (adoration de fausses saintes, luxure, etc.). Elle affirme aussi que la maîtresse des novices, sœur Maria Luisa, a tenté de l'empoisonner. Catherine porte plainte devant l'Inquisition qui décidera finalement, après enquête et procès, de fermer le monastère en 1862. 
En 1863, de retour en Allemagne, elle apporte son concours efficace lors de la création de l'abbaye bénédictine Saint-Martin de Beuron, et patronne de ses deniers les créations artistiques de l'école de Beuron. 